# Finansministeriet

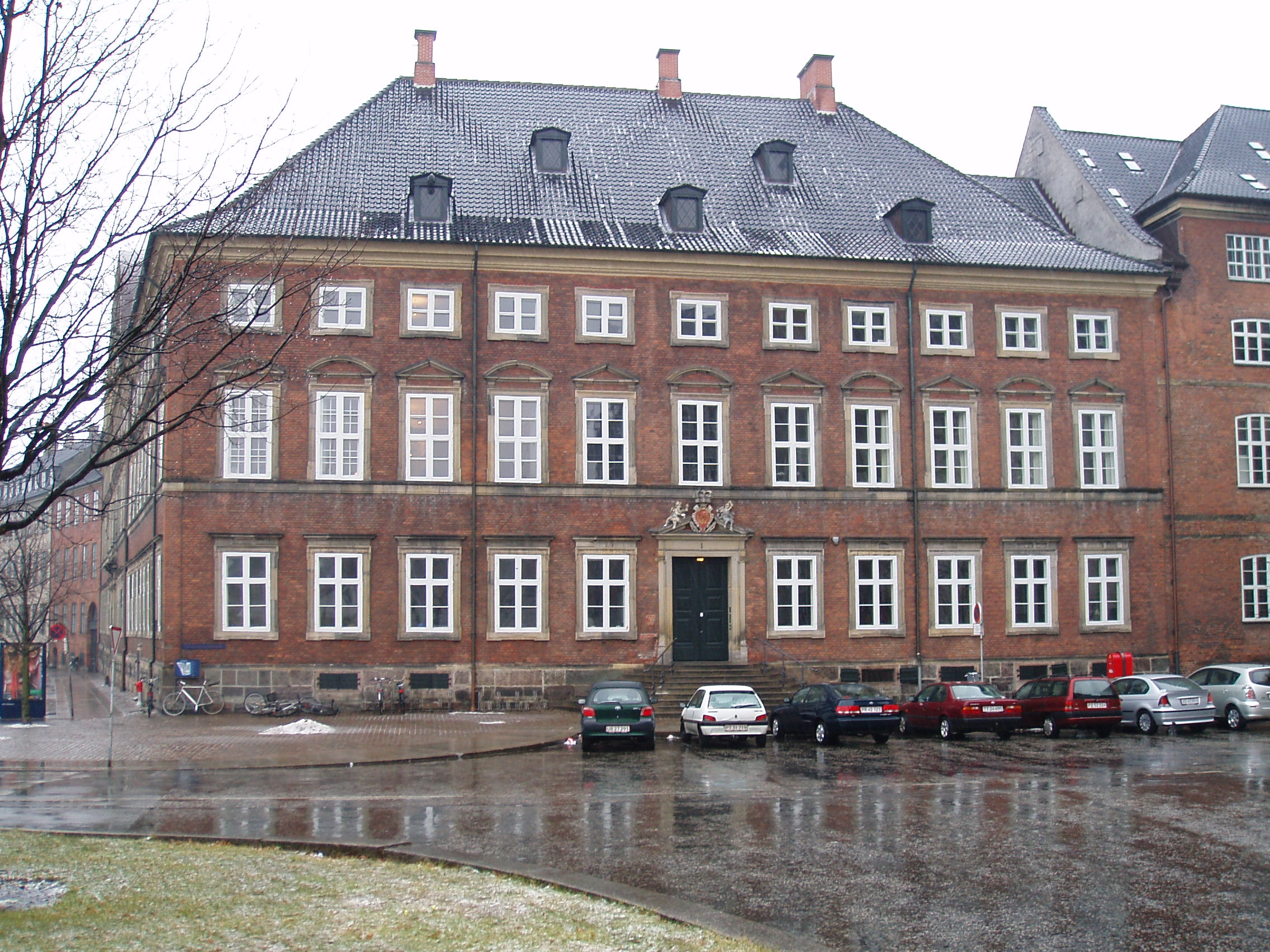
Das Finanzministerium am Slotsplads

Das Finansministeriet ist das Finanzministerium des Königreiches Dänemark. Es hat seinen Sitz am Slotsplads in Kopenhagen und wird seit dem 27. Juni 2019 von Nicolai Wammen (Socialdemokraterne) geleitet.
Das Finanzministerium entstand am 24. November 1848. 1968 wurde das Finanzministerium in das Finansministeriet und das Ministeriet for Statens Lønnings- og Pensionsvæsen (Ministerium für Gehalts- und Pensionswesen) aufgespalten. Am 11. Oktober wurde letzteres in das Budgetministeriet umgewandelt und 1973 wieder in das Finanzministerium überführt.

## Gliederung
Das Ministerium gliedert sich in die folgenden Bereiche:
- Departementet
- Moderniseringsstyrelsen („Modernisierungsverwaltung“)
- Digitaliseringsstyrelsen („Digitalisierungsverwaltung“)
- Statens It („Staatliche IT“)
- Statens Administration („Staatsadministration“)
- Center for offentlig innovation („Zentrum für öffentliche Innovation“)
- De Økonomiske Råd („Der ökonomische Rat“)